# アスコセントラム
アスコセントラム、アスコケントルム（学：Ascocentrum）はラン科に含まれる属の一つ。または、アスコセントラム属に属する植物の総称。略称は「Asctm.」で、コチョウランやヒスイランの近縁種である。

## 特徴
多肉質の葉を左右に広げながら上へ生育する短茎性の洋ランである。インドシナ半島、ネパール、インドなどに自生する。比較的暑さに強いが、寒さには少々弱い。花期は不定期であるが、夏頃に開花する場合がほとんど。

## 栽培方法
熱帯～亜熱帯が原産地の為、比較的暑さには強いが、直射日光を嫌う為、直射日光を嫌う為、6〜8月頃には寒冷紗で遮光を行いながら栽培する。根の加湿を非常に嫌う為、原産地でも、樹上などに着生している。また、洋ランの中でも寒さに強い方に入る。但し、霜を被ると枯れてしまうので、多少の防寒対策は必須。その中でも、フウランとの交配種、アスコフィネティア（Ascofinetia）は非常に頑丈な性質を持つ種が多い。

## 名称について
名称は、Asco（子嚢）+Centron（距）の二語にちなむ。

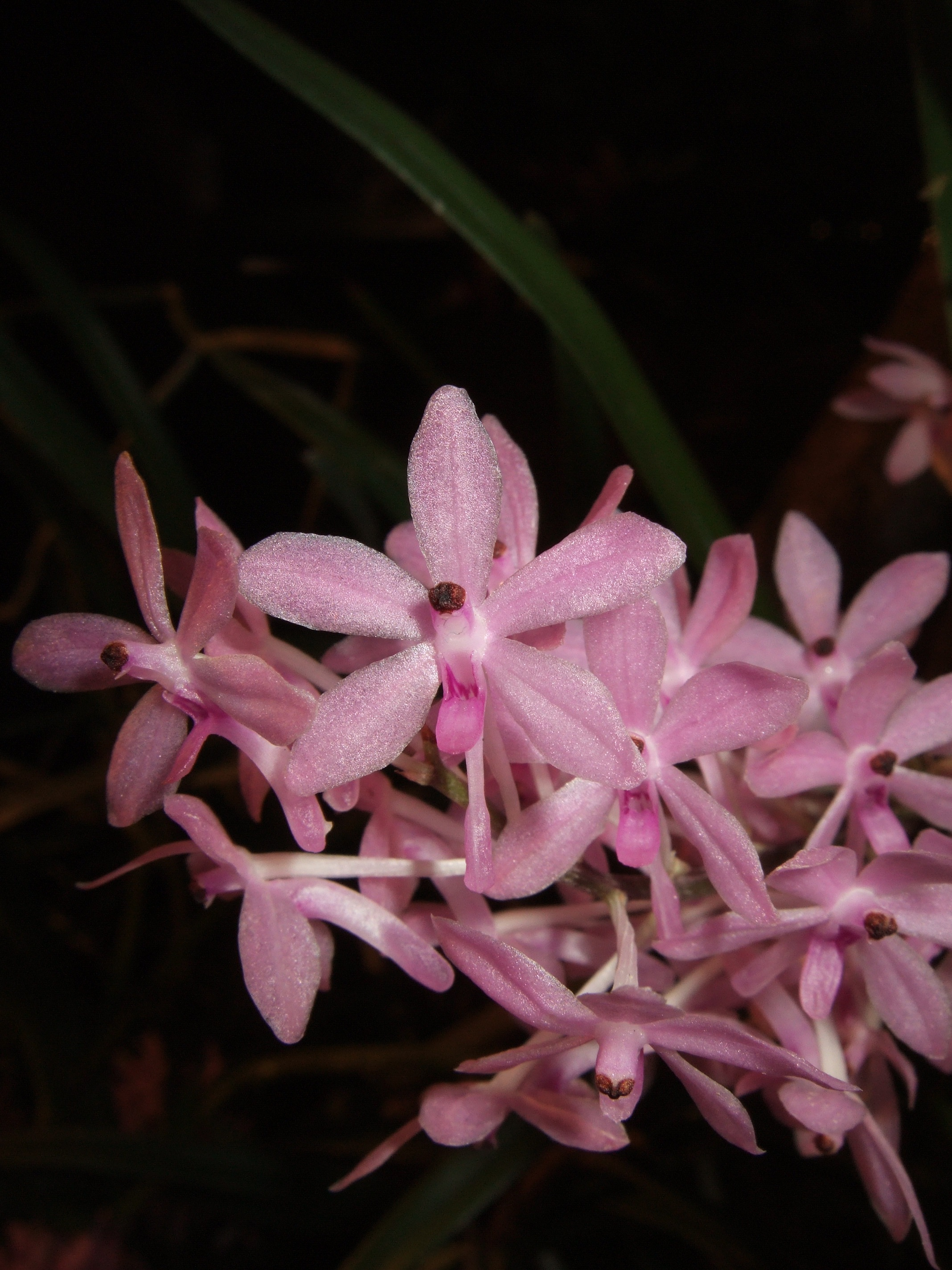
クリステンソニアヌム種

## 下位分類
しばしヒスイラン属と混同され、アスコセントラムはシノニムとされる事がある。出典はこちら。

### 原種
- アスコセントラム・アンプレセウム

　（Ascocentrum ampullaceum）
- アスコセントラム・クリステンソニアヌム

　（Ascocentrum christensonianum）
- アスコセントラム・クルヴィフォリウム

　（Ascocentrum curvifolium）
- アスコセントラム・ミニアツム

　（Ascocentrum miniatum）

### 交配種
- アスコセンダ（バンダ属の交配種）

　（×Ascocenda）
- アスコフィネティア（ネオフィネティア属との交配種）

　（×Ascofinetia）